# Drepanothrix dentata
Drepanothrix dentata är en kräftdjursart som först beskrevs av Eurén 1861.  Drepanothrix dentata ingår i släktet Drepanothrix och familjen Macrothricidae. Inga underarter finns listade i Catalogue of Life.